# HOSI Wien
The Homosexual Initiative Vienna (HOSI Wien) (L'Initiative homosexuelle de Vienne, HOSI Vienne) a été fondée à Vienne en 1979. Il s'agit de la plus ancienne et de la plus grande association LGB (lesbienne, gay et bisexuelle) d'Autriche.  

## Organisation
HOSI Wien est la plus importante associations lesbienne, gay et bisexuelle autrichienne. C'est une organisation basée sur l'adhésion de ses membres qui tient une assemblée générale annuelle et des élections au conseil d'administration. L'association soutient et organise plusieurs sous-groupes, notamment un groupe de jeunes et un groupe de femmes. Elle organise le défilé annuel de la marche de la fierté Vienna Pride et Rainbow. 

## Nom
HOSI correspond à l'abréviation d'initiative homosexuelle, le terme est donc utilisé comme préfixe par plusieurs organisations défendant les droits des personnes gaies, lesbiennes et bisexuelles en Autriche et dans certains pays voisins. HOSI est également utilisé pour désigner collectivement ces organisations. 

## Activité
HOSI Wien œuvre pour la défense des droits des personnes LGBT en Autriche. Dans les années 1980 et 1990, HOSI Wien était très active dans la lutte contre le VIH. L'organisation développe le projet Names Project Wien, une initiative à la mémoire des victimes du VIH lancée en 1992. 
HOSI Wien produit et diffuse le magazine LAMBDA-Nachrichten depuis 1979. Il s'agit du plus ancien magazine gai et lesbien de langue allemande. L'association gère et anime un centre communautaire dans le Naschmarkt, appelé Glugg, qui sert également de bureau, d'archives et d'installations de stockage pour l'organisation. Il abrite des salles de réunion et une scène et dirige une troupe de théâtre, The HOSIsters.

## Marches des fiertés
HOSI Wien a organisé le premier festival et une manifestation officieuse pour les droits des personnes LGBT à Vienne en 1982, auxquels une centaine de personnes a participé. Cela a été suivi par la première marche des fiertés en 1984, organisée par divers groupes dans le cadre d'une semaine de la fierté gaie (Warme Woche). Environ 300 personnes participantes ont descendu la Kärntner Straße. 
En 1989, HOSI Wien organise une manifestation pour les mariages homosexuels, célébrant publiquement des mariages non officiels. 
En 2003, HOSI Wien a repris l'organisation du défilé Rainbow. L'association organise la 8e Europride en 2001 et la 26e Europride qui s'est déroulée en 2019 à Vienne.